# 울주 망해사지 승탑
울주 망해사지 승탑(蔚州 望海寺址 僧塔)은 울산 울주군 청량읍 망해사지에 있는 남북국 시대 신라의 승탑 2기이다.
옛날에는 동쪽과 서쪽에 똑같은 모양의 2개 부도였으나, 동쪽 부도는 일찍이 쓰러져 있던 것을 다시 세웠다. 높이는 약 4m이다. 상륜(탑의 맨꼭대기 장식)은 두 탑 모두 없어졌으나 일부가 별도로 보관되어 있다. 이 부도들은 팔각원당의 신라 시대 조각수법에서 다소 특징없이 섬세한 모습이 엿보이나 우아함과 단아함을 잃지 않은 통일신라시대 후기의 훌륭한 작품에 속한다.
망해사지는 처용설화와 관련있는 절터로 신라 헌강왕(875년~885년)때 세워졌다고 하며 여기서 보면 아득히 처용암이 있는 바다가 보인다고 한다.
1963년 1월 21일 대한민국의 보물 제173호로 지정되었다.

## 개승탑은 승려의 무덤을 상징하여 그 유골이나 사리를 모셔두는 곳이다. 이 2기의 승탑은 망해사의 법당 북쪽에 동·서로 자리하고 있는데, 동쪽 승탑은 파손되어 있던 것을 1960년 11월 복원한 바 있다. 서로 규모와 양식이 같으며, 각 부분이 8각으로 이루어져 있다.
탑신(塔身)을 받치는 기단(基壇)은 3개의 받침돌로 이루어져 있다. 아래받침돌은 8각으로 구성하고, 그 위로 연꽃무늬를 조각한 돌을 올렸으며, 가운데받침돌은 높은 8각의 단 위에 다시 낮은 3단이 층을 이뤄 받치고 있다. 윗받침돌은 옆면에 16잎의 연꽃잎을 이중으로 조각하였는데 그 모양이 화사하다.
탑신은 각 면마다 창의 형태를 새겼고 모서리에는 기둥 모양의 조각을 두었으며, 4면에는 문짝 모양을 새겨 놓았다. 지붕돌은 처마와 추녀가 수평으로 넓으며, 각 귀퉁이마다 풍경을 달았던 작은 구멍들이 있다. 꼭대기의 머리장식 부분은 두 탑 모두 없어졌으나, 그 일부가 별도로 보관되고 있다.
통일신라시대의 작품으로, 전체적인 구성이나 조각수법이 다소 빈약하지만 각 부의 비례가 보기좋은 아름다운 작품이다.